# Кубок Европы по бегу на 10 000 метров 2017
Кубок Европы по бегу на 10 000 метров 2017 года прошёл 10 июня на стадионе Республиканского центра олимпийской подготовки по лёгкой атлетике в Минске, столице Белоруссии. Участники разыграли командный приз в соревнованиях у мужчин и женщин.
На старт вышли 73 атлета из 18 стран Европы, из них 33 мужчины и 40 женщин. Каждая страна могла выставить до 6 человек в каждый из двух командных турниров. Победители определялись по сумме результатов 3 лучших участников.

## Результаты

### Командное первенство
Женская сборная Белоруссии во второй раз в истории выиграла Кубок Европы. Испанские мужчины вновь стали обладателями трофея спустя пять лет после последней победы.
| Место | Команда | Время                                                       | Общее время |
| ----- | --- | ----------------------------------------------------------- | ----------- |
| 1     | Испания · Антонио Абадиа · Хуан Антонио Перес · Карлос Майо · Даниэль Санс · Мохаммед Зархуни                      | 28.31,16 28.35,69 28.48,41 (30.11,84) (31.26,66)            | 1:25.55,26  |
| 2     | Италия · Стефано Ла Роза · Ахмед Эль-Мазури · Марко Наджибе Салами · Эйоб Гебрехивет · Самуэле Дини · Лоренцо Дини | 29.08,05 29.09,93 29.18,01 (29.50,24) (29.55,29) (30.02,94) | 1:27.35,99  |
| 3     | Украина · Дмитрий Лашин · Роман Романенко · Артём Казбан · Егор Жуков                                              | 29.21,36 29.21,43 30.20,47 (30.40,88)                       | 1:29.03,26  |
| 4     | Турция |                                                             | 1:30.16,37  |
| 5     | Беларусь |                                                             | 1:30.30,64  |

| Место | Команда | Время                                                       | Общее время |
| ----- | --- | ----------------------------------------------------------- | ----------- |
| 1     | Беларусь · Ольга Мазурёнок · Светлана Куделич · Анастасия Иванова · Нина Савина · Людмила Ляхович · Татьяна Стефаненко | 32.13,73 32.48,62 32.54,98 (33.43,52) (34.15,28) (34.58,07) | 1:37.57,33  |
| 2     | Португалия · Сара Морейра · Карла Роша · Даниэла Кунья · Сусана Годинью · Инеш Монтейру                                | 32.03,57 33.10,43 34.28,84 (34.42,65) (DNF)                 | 1:39.42,84  |
| 3     | Украина · Юлия Шматенко · Ольга Котовская · Елена Сердюк · Виктория Калюжная                                           | 33.11,13 33.34,49 34.39,38 (34.57,41)                       | 1:41.25,00  |
| 4     | Великобритания |                                                             | 1:42.28,00  |
| 5     | Турция |                                                             | 1:42.39,64  |
| 6     | Румыния |                                                             | 1:43.14,79  |
| 7     | Испания |                                                             | 1:43.23,97  |

### Индивидуальное первенство
Сара Морейра из Португалии в третий раз в истории Кубка Европы стала лучшей в индивидуальном зачёте.
| Место | Атлет                | Страна  | Время    |
| ----- | -------------------- | ------- | -------- |
| 1     | Антонио Абадиа       | Испания | 28.31,16 |
| 2     | Хуан Антонио Перес   | Испания | 28.35,69 |
| 3     | Карлос Майо          | Испания | 28.48,41 |
| 4     | Арас Кая             | Турция  | 29.03,13 |
| 5     | Стефано Ла Роза      | Италия  | 29.08,05 |
| 6     | Ахмед Эль-Мазури     | Италия  | 29.09,93 |
| 7     | Марко Наджибе Салами | Италия  | 29.18,01 |
| 8     | Николае Соаре        | Румыния | 29.18,33 |
| 9     | Дмитрий Лашин        | Украина | 29.21,36 |
| 10    | Роман Романенко      | Украина | 29.21,43 |

| Место | Атлет               | Страна     | Время    |
| ----- | ------------------- | ---------- | -------- |
| 1     | Сара Морейра        | Португалия | 32.03,57 |
| 2     | Ольга Мазурёнок     | Беларусь   | 32.13,73 |
| 3     | Эсма Айдемир        | Турция     | 32.41,03 |
| 4     | Сабрина Моккенхаупт | Германия   | 32.46,37 |
| 5     | Светлана Куделич    | Беларусь   | 32.48,62 |
| 6     | Анастасия Иванова   | Беларусь   | 32.54,98 |
| 7     | Карла Роша          | Португалия | 33.10,43 |
| 8     | Юлия Шматенко       | Украина    | 33.11,13 |
| 9     | Лона Чемтаи         | Израиль    | 33.20,16 |
| 10    | Ольга Котовская     | Украина    | 33.34,49 |